# Dom van Minden
De Sint-Gorgonius- en Sint-Petrusdom (Duits: Dom St. Gorgonius und St. Petrus) is een rooms-katholieke proosdijkerk in de Oost-Westfaalse stad Minden (Noordrijn-Westfalen).

## Geschiedenis
De geschiedenis van de dom begon met de stichting van een stift in 799 door Karel de Grote en rond 805 van het bisdom Minden. In de nabijheid van een voorde in de Wezer werd op een vier meter hoog natuurlijk terras over een bron een eenvoudige zaalkerk gebouwd. Deze bron, vermoedelijk de plek van een prechristelijk heiligdom, werd bij graafwerkzaamheden onder de viering in 1936-1949 blootgelegd en bevatte nog altijd water. Deze Karolingische dom werd door een brand in 947 verwoest.
De opvolger werd een drieschepige basiliek. In vergelijking tot het middenschip waren de zijschepen zeer smal. Er werd bovendien een westwerk met drie torens opgericht, de beide zijtorens flankeerden een open, met tongewelf overdekte, voorhal. Ook deze kerk werd samen met grote delen van Minden verwoest op 19 mei 1062, nadat er een brand uitbrak door een strijd tussen het gevolg van Keizer Hendrik IV en burgers van Minden.
In 1071 werd begonnen met de nieuwbouw van de dom. Keizer Hendrik IV droeg ter schadeloosstelling aan de stadsbrand bij aan de financiering van de bouw. Het westwerk werd nu veranderd en een paradijsportaal werd voor het westwerk aangebouwd. Ook ontstond een nieuw transept van drie traveeën, waar een koor met een polygonale apsis aan werd toegevoegd. Daarnaast werd een sacristie aangebouwd.
In 1152 werd het westwerk verbouwd. Tussen de beide flanktorens werd een hogere klokkenstoel opgericht. Rond 1230 begon de laatromaanse vernieuwing van het oostelijke deel. Uit deze bouwfase dateren het priesterkoor, het dwarsschip en de bovenverdieping van de sacristie. Tegelijkertijd werd een buitencrypte afgebroken en vervangen door een polygonaal koor. De fundamenten van de oostelijke koorafsluiting bleken echter ondeugdelijk en moesten 100 jaar later door laatgotische nieuwbouw worden vervangen. In 1341 kondigde de paus voor dit doel een aflaat af. In het midden van de 13e eeuw werd het kerkschip ter hand genomen, maar nog tijdens de bouw werden de plannen aangepast ten gunste van de huidige vroeggotische, drieschepige hallenkerk.

## Tweede Wereldoorlog
Daarna vonden er gedurende zes eeuwen geen grote veranderingen meer aan het kerkgebouw plaats. In de oorlogsjaren 1943-1945 werd de stad Minden echter een doel van geallieerde luchtaanvallen. Op 6 december 1944 raakte een bom de kerk en verwoestte de noordelijke kant van het koor, de sacristie en de destijds aangrenzende schatkamer. Daarbij stortten de koorgewelven in en raakte het hoogaltaar zwaar beschadigd. Op 28 mei 1945 werd de dom nog zwaarder getroffen. Na een voltreffer stortte het kerkschip in. Het dak en het westwerk brandden uit en de klokken stortten neer. Slechts delen van de buitenmuren, de gewelven van het dwarsschip en delen van de voorhal bleven behouden. Het domklooster en de proosdij brandden tot op de fundamenten af.

## Wederopbouw
Ten behoeve van de herbouw van de dom werd in 1946 de Mindener Dombauverein opgericht. Onmiddellijk na de oprichting van de vereniging werd begonnen met het zekerstellen van wat er nog van de dom over was. Onder leiding van Werner March begon in de jaren 1950 de herbouw. Werner March was gedurende het Derde Rijk een van de prominentste architecten en had onder andere het Berlijnse Olympiastadion ontworpen. Na de oorlog droeg hij ook bij aan de reconstructie van het oude raadhuis van Minden. Bij de herbouw bracht de architect enkele stilistische veranderingen aan, waarbij hij zich zo veel mogelijk oriënteerde op het middeleeuwse karakter van de kerk. De volledige herbouw werd op 29 juni 1957 met een nieuwe wijding door bisschop Lorenz Jäger plechtig gevierd. In 1995 werd de dom door de stad op de monumentenlijst geplaatst.

## Bouwbeschrijving
De in verschillende soorten zandsteen gebouwde dom vertegenwoordigt in de huidige vorm vier verschillende stijlen: het westwerk vertegenwoordigt de vroeg- en hoogromaanse architectuur, laatromaans zijn het transept en het koortravee, de hoge gotiek wordt aangetroffen in het kerkschip en de koorafsluiting is laatgotisch. Het massieve westwerk lijkt deel uit te maken van een fortificatie. Een hoge klokkenstoel met een dakruiter verheft zich boven de twee flankerende torens. Voor het westwerk werd een twee verdiepingen tellende paradijshal geplaatst. De drie rondbogige ingang verving na de laatste oorlog een neogotisch spitsbogenportaal. In de paradijshal bevindt zich de toegang naar het kerkschip. De bronzen deur wordt gedecoreerd met romaanse leeuwenkoppen (de originelen bevinden zich in het dommuseum), met links en rechts van de toegang de gehavende beelden van Ecclesia en Synagoge en daarboven een beeld van Petrus. In de benedenverdieping van de noordelijke toren is een koepelvormig gewelfde gebedsruimte met een piëta gevestigd. In het kerkschip zijn vooral de zes grote maaswerkvensters bijzonder. Het maaswerk heeft steeds dezelfde hoofdstructuur maar zijn gevarieerd wat betreft de invulling van de details. Na de oorlog werden de ramen hersteld en van nieuw glas voorzien. Het grote naar voren springende, uit drie rechthoekige traveeën bestaande, dwarsschip is duidelijk ouder dan het kerkschip. Het priesterkoor wordt naar het oosten toe door een laatgotische apsis met grote maaswerkvensters afgesloten.

## Interieur
Ondanks de zware verliezen in de Tweede Wereldoorlog is de dom nog rijk aan kunstwerken uit verschillende perioden. Verloren gingen onder andere het barokke preekgestoelte en een groot barok doopvont uit de 17e eeuw.

### Het vleugelaltaar
Sinds 2002 bevindt zich in de ruimte van het hoogaltaar een replica van een deels verguld vleugelaltaar op een predella. Centraal staat een voorstelling van de kroning van Maria omzoomd door een krans met engelen en talrijke apostelen en heiligen. Aan de reconstructie werd twee jaar gewerkt. Het originele retabel werd in 1909 aan het Bode-Museum te Berlijn verkocht. Het origineel betreft een romaanse predella uit circa 1220 dat oorspronkelijk als reliekenschrijn diende. Rond 1425 werd dat het gotische retabel aan toegevoegd.

### Het Mattiasaltaar
Het Mattiasaltaar uit circa 1500 in het zuidelijke dwarsschip is een vleugelaltaar met 13 beelden van heiligen. De buitenzijden zijn beschilderd, de binnenkant van beelden voorzien. Het retabel is na een restauratie grotendeels 19e-eeuws.

### Heilige Geestaltaar
In de noordelijke arm van het transept staat het vroegbarokke Heilige Geestaltaar. Oorspronkelijk werd het ontworpen als epitaaf voor de proost Johann von Schorlemer. Het altaar werd na zware beschadiging in 1959 gerestaureerd. Het onderste deel betreft een reliëf van de aanbidding van de herders na de geboorte van Christus, geflankeerd door een zuilenpaar en de beelden van de vier evangelisten. Daarboven bevindt zich een reliëf van de uitstorting van de Heilige Geest met aan weerszijden een zuil en beelden van de kerkvaders. Het altaar wordt bekroond met de opgestane Christus met aan Zijn rechterzijde Maria met Kind en linkerzijde Anna met Maria.

### Het Kruis van Minden
Het Kruis van Minden is een van de grootste romaanse kunstschatten van Duitsland. Het is een zeer zeldzaam groot kruis uit de 11e eeuw en zou rond 1070 in een werkplaats in Helmarshausen zijn gemaakt. Het corpus is 1,05 cm hoog en toont een Christus zonder wonden. Bijzonder is ook dat de doornenkroon ontbreekt en de voeten van Christus elkaar niet kruisen maar naast elkaar zijn geplaatst. Het kruis boven het altaar is een kopie, het origineel bevindt zich in de schatkamer van de dom en behoort waarschijnlijk reeds sinds de wijding van de dom tot de kerkschatten.

### Apostelenfries
In de muur van het zuidelijke transept bevindt zich sinds 1957 boven een portaal het zogenaamd apostelenfries. De datering varieert van 1220-1230 tot omstreeks 1250. Centraal op het fries van zandsteen staan een tronende Christus met opengeslagen bijbel en rechts van Hem Maria met een lelietak. Aan weerszijden bevinden zich elf apostelen. Alleen Petrus heeft een attribuut, de sleutel, in zijn hand. In de plaats van de twaalfde apostel heeft de beeldhouwer rechtsbuiten de dompatroon Gorgonius geplaatst. Het fries is vermoedelijk afkomstig van de voorloper van het in 1832 afgebroken doksaal. Van 1839 tot 1945 bevond het zich in het paradijsportaal.

### Muurschilderingen
In de jaren 1930 werd bij een renovatie het bovenste deel van de muurschilderingen uit 1290 aan de zuidwestelijke vieringpijler ontdekt. Na de oorlog werden de onderste delen van de muurschilderingen gevonden. In de bovenste rij herkent men Johannes de Doper, de apostel Petrus, Gorgonius en een niet nader te identificeren vrouw. De tweede rij toont Sint-Nicolaas, Sint-Catharina, de apostel Bartolomeüs en een van de vroegste voorstellingen van Sint-Franciscus ten noorden van de Alpen.
Hierboven bevindt zich een levensgrote Maria. Enkele delen zoals een kroon en ornamenten in het timpaan zijn reliëfachtig uitgevoerd, waar waarschijnlijk halfedelstenen in waren verwerkt. In de middeleeuwen geloofde men dat het beeltenis blinden kon genezen.

### Epitafen
Aan de muren van het kerkschip en dwarsschip bevinden zich onder meer de epitafen van de domheer Eberhard von Mallinckrodt en van de deken Herbord von Langen.

### Beelden
In de noordelijke toren van het westwerk staat sinds 1995 een houten piëta opgesteld. De piëta ontstond circa 1420 en werd bij het bombardement beschadigd. Ontbrekende delen werden later vervangen door gipsen delen. In 1971 werd de piëta gereconstrueerd en werden de gipsen delen weer vervangen door eikenhouten aanvullingen. Aan de noordwestelijke vieringpijler staat sinds 1995 een laatgotische Madonna op een maansikkel. De Madonna houdt een druiventros in haar hand en verbrandde bij het bombardement voor twee derde deel. Het beeld bestaat tegenwoordig weer geheel uit eikenhout. In een muurnis van het noordelijke zijschip bevindt zich de houten beeldgroep van Emerentia te Vieren. Het betreft hier een zeldzame uitbreiding van de bekendere voorstelling Anna te Drieën met de moeder van Anna. Het Kind Jezus ging echter verloren, waardoor de groep bestaat uit Maria, Anna en Emerentia.

### Orgels
Het in 1945 vernietigde barokke orgel werd na de oorlog door de orgelbouwer Seifert & Sohn vervangen. Het huidige orgel werd in 1996 gebouwd door de Zwitserse orgelbouwer Kuhn in samenwerking met de orgelbouwer Klais en Rieger. Het orgel werd op 22 december 1996 plechtig in gebruik genomen. Naast het grote orgel bezit de kerk ook nog een koororgel, dat in 2001 eveneens door orgelbouwer Kuhn werd gebouwd.

## Domschat
De domschat is een van de belangrijkste kerkschatten in Duitsland en beslaat een periode van meer dan 1.000 jaar. De domschat is in het Haus am Dom tentoongesteld en te bezichtigen. Het betreffen niet enkel museumstukken want ze worden voor zover mogelijk nog altijd gebruikt.

## Klokken
Na de Tweede Wereldoorlog werden er voor de dom vijf nieuwe luidklokken gegoten, waarbij voor de drie grootste klokken materiaal van de in de oorlog verwoestte oude klokken werd gebruikt. De druk- en schuifkracht van de klokken veroorzaakten echter grote problemen, waarvoor geen oplossing kon worden gevonden. Uiteindelijk werden de klokken in 1993 uit de toren getakeld en gesloopt. De huidige luidklokken werden door klokkengieterij Hans August Mark uit Brockscheid gegoten en op 11 maart 1994 gewijd.
| Nr. | Naam            | Gietjaar | Doorsnee (mm) | Gewicht (kg) | Slagtoon (HT-1/16) |
| 1   | Frieden Christi | 1993     | 2003          | 5495         | gis0 +2            |
| 2   | Maria           | 1993     | 1537          | 2445         | cis1 +1            |
| 3   | Petrus          | 1993     | 1386          | 1850         | dis1 +4            |
| 4   | Gorgonius       | 1994     | 1312          | 1515         | e1 +3,5            |
| 5   | Magdalena       | 1994     | 1164          | 1105         | fis1 +4            |
| 6   | Herkumbert      | 1998     | 1091          | 955          | gis1 +3            |
| 7   | Franziskus      | 1994     | 1053          | 880          | a1 +6              |
| 8   | Pauline         | 1998     | 844           | 509          | cis2 +6            |

In de jaren 2010-2011 werd de vieringtoren herbouwd. Klokkengieterij Mark heeft voor de vieringtoren nieuwe klokken gegoten die op 18 december 2011 werden gewijd. Deze klokken dragen de namen van nieuwe zaligen en heiligen. Met de herbouw van de vieringtoren werd de wederopbouw voltooid; de kosten van de nieuwe vieringtoren bedroegen EUR 800.000.
| Nr. | Naam                    | Gietjaar | Doorsnee (mm) | Gewicht (kg) | Slagtoon (HT-1/16) |
| I   | Rupert Mayer            | 2011     | 735           | 348          | e2 +8              |
| II  | Maria Faustina Kowalska | 2011     | 664           | 246          | fis2 +8            |
| III | Nikolaus Groß           | 2011     | 566           | 170          | gis2 +4,5          |
| IV  | Adolph Kolping          | 2011     | 560           | 150          | a2 +8              |
| V   | Edith Stein             | 2011     | 487           | 118          | h2 +7              |

## Afbeeldingen

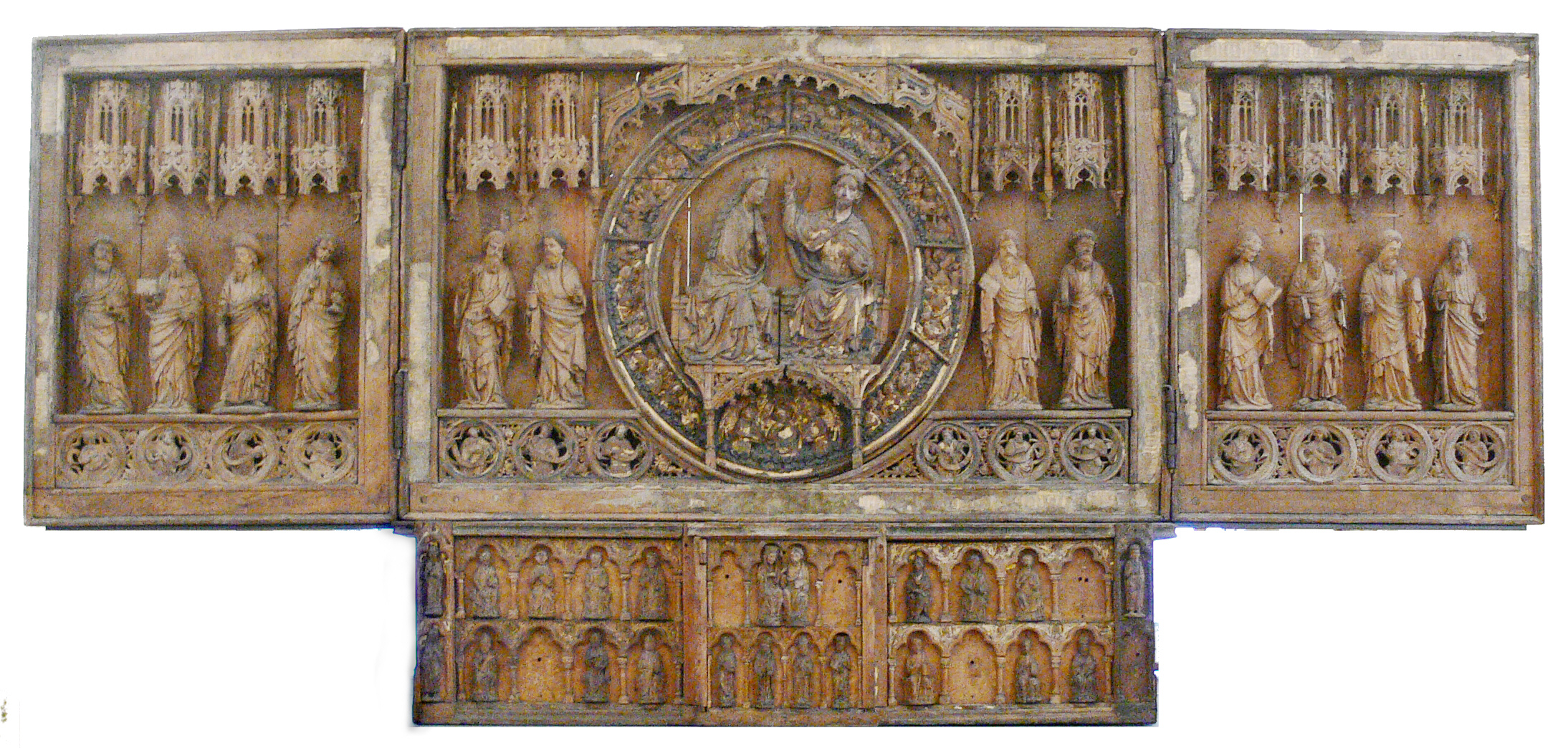
Minden Retabel
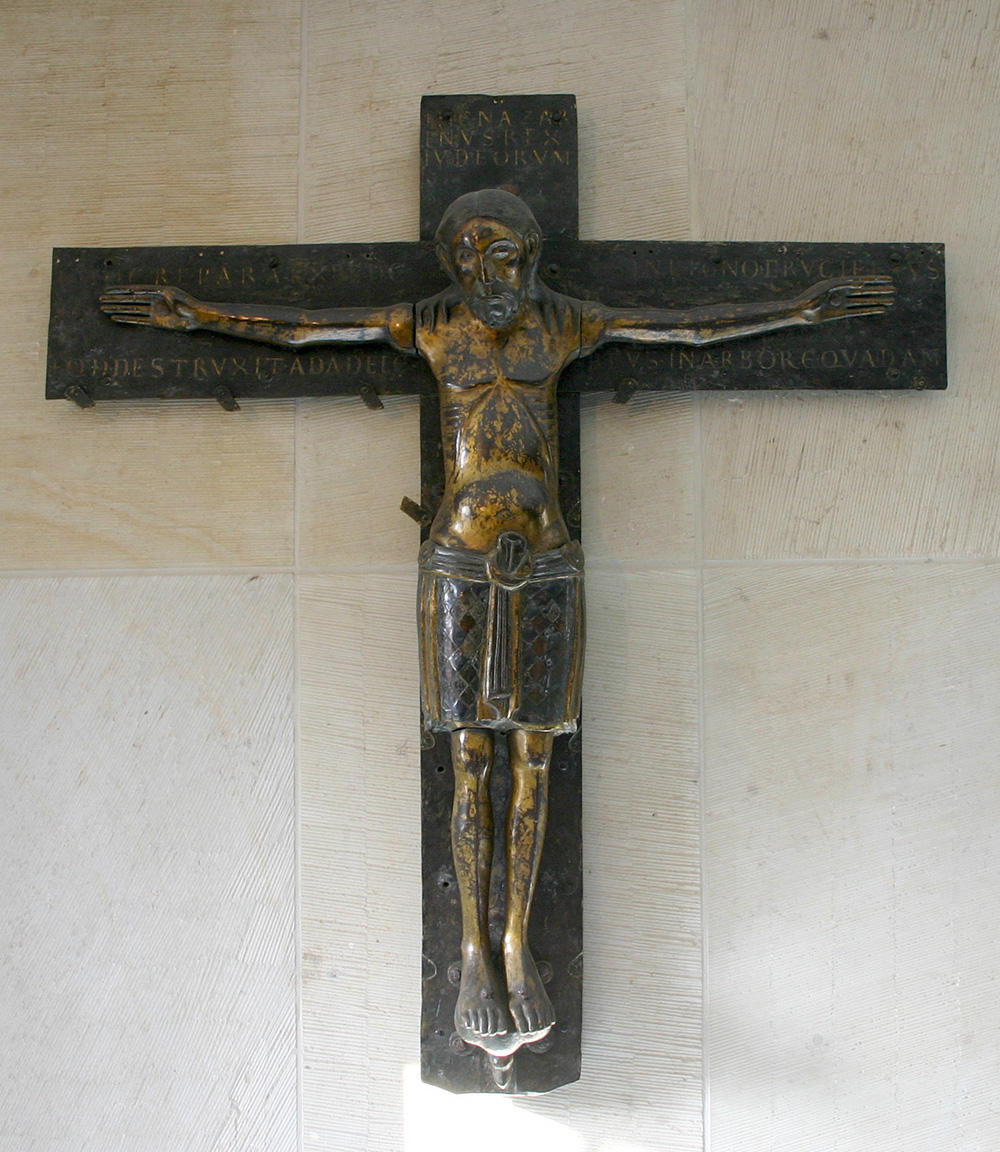
Het kruis van Minden (origineel)
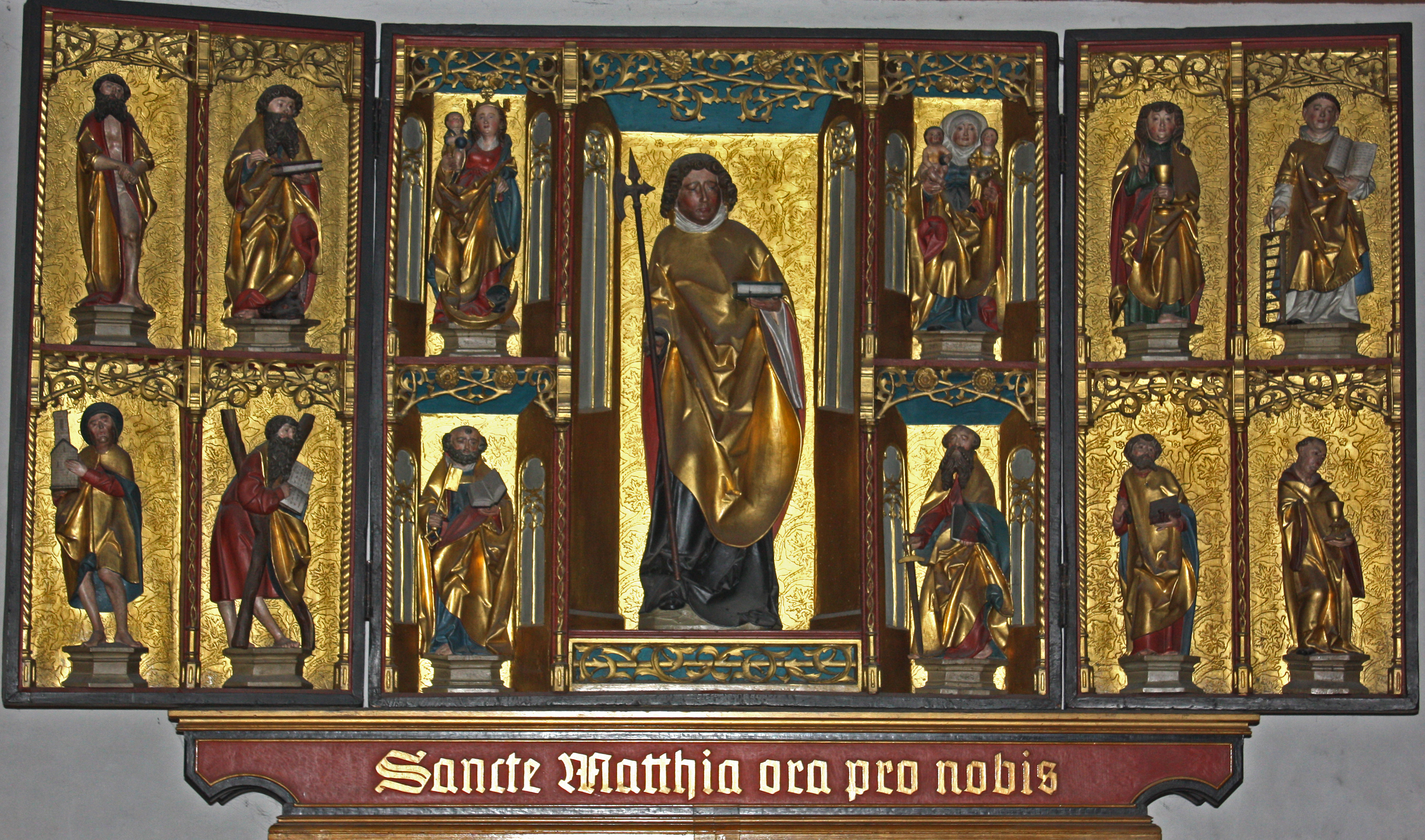
Mattiasaltaar (circa 1500 met neogotische aanvullingen)
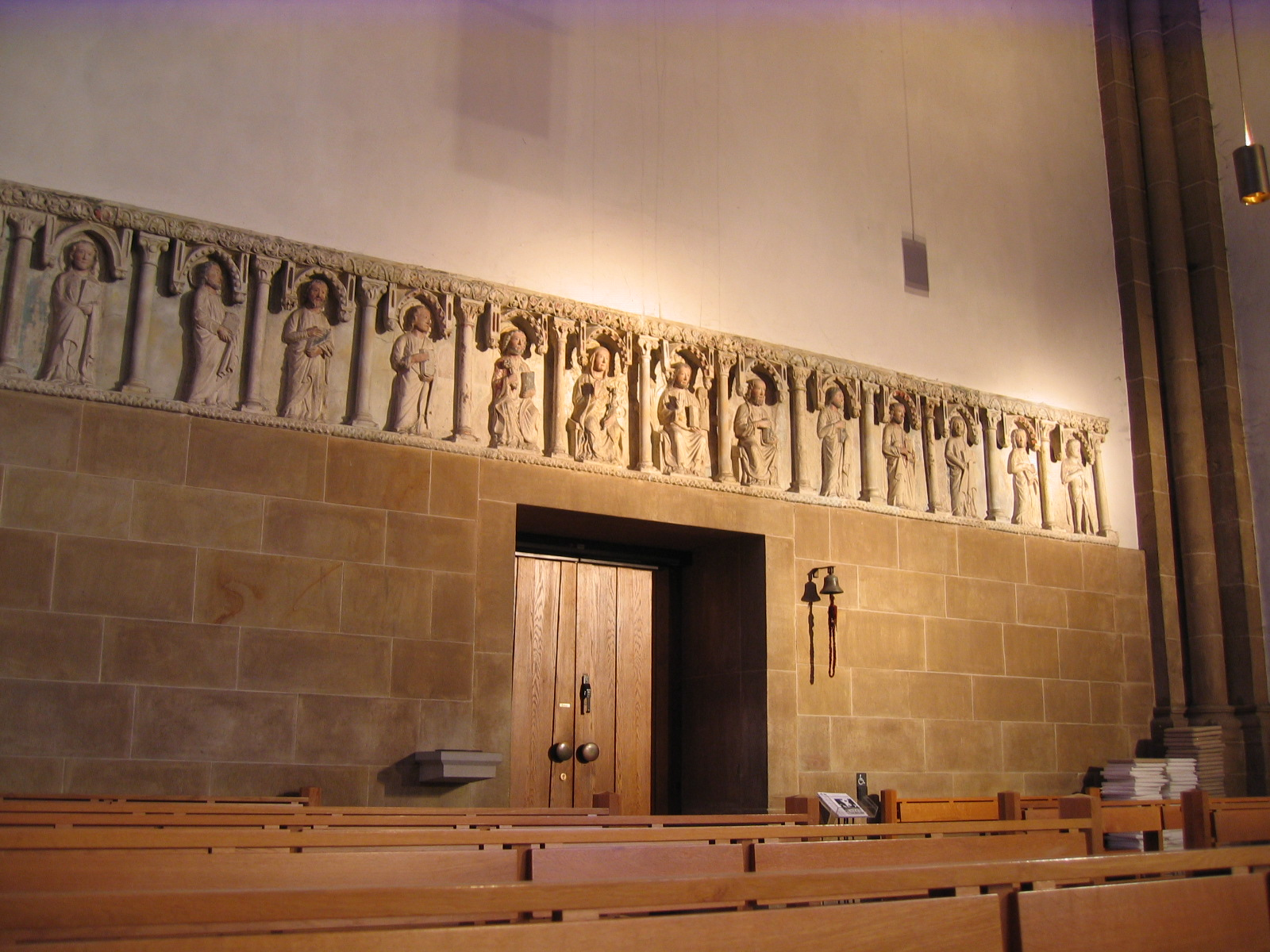
Apostelfries (± 1260)
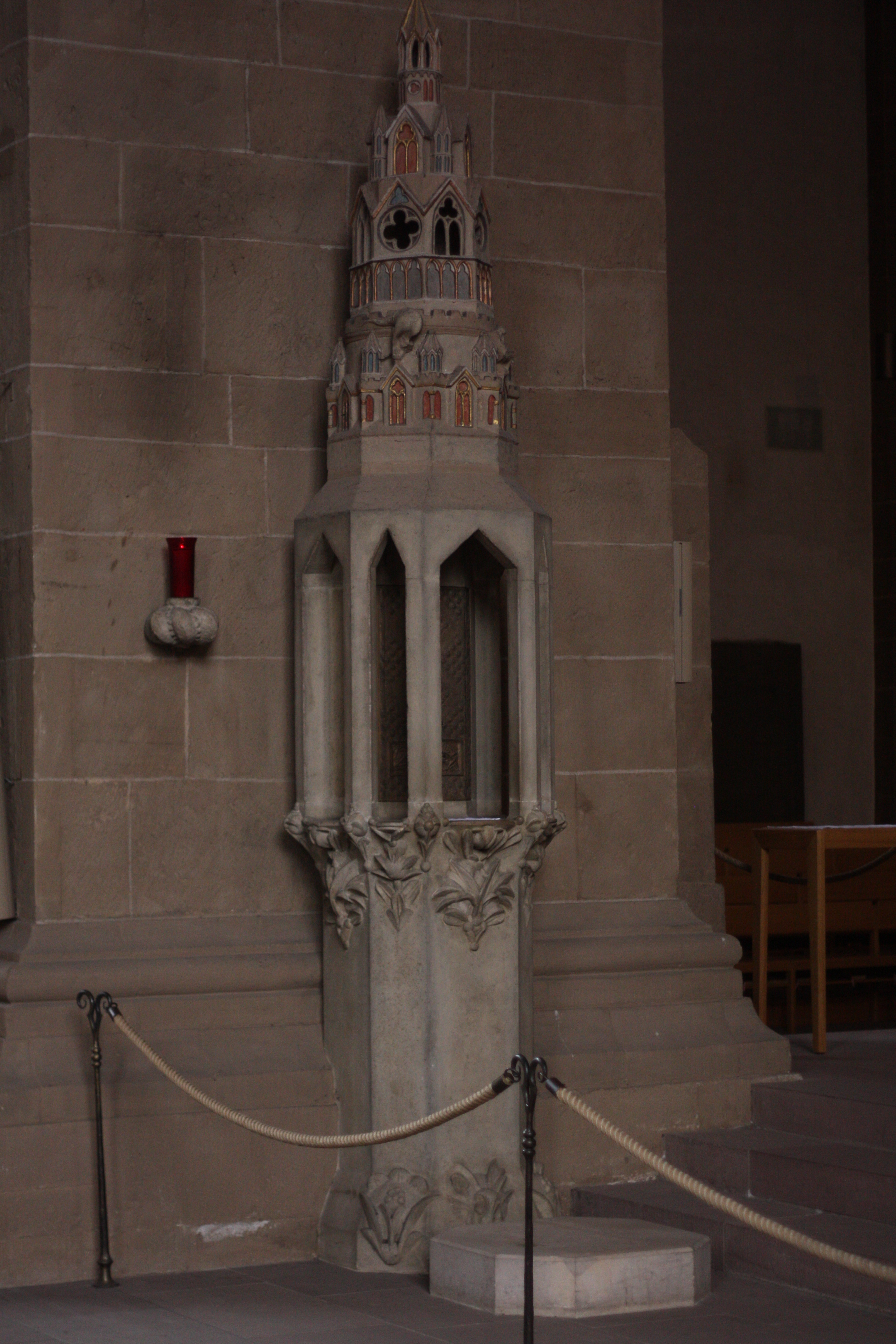
Sacramentshuis (deels 1290)
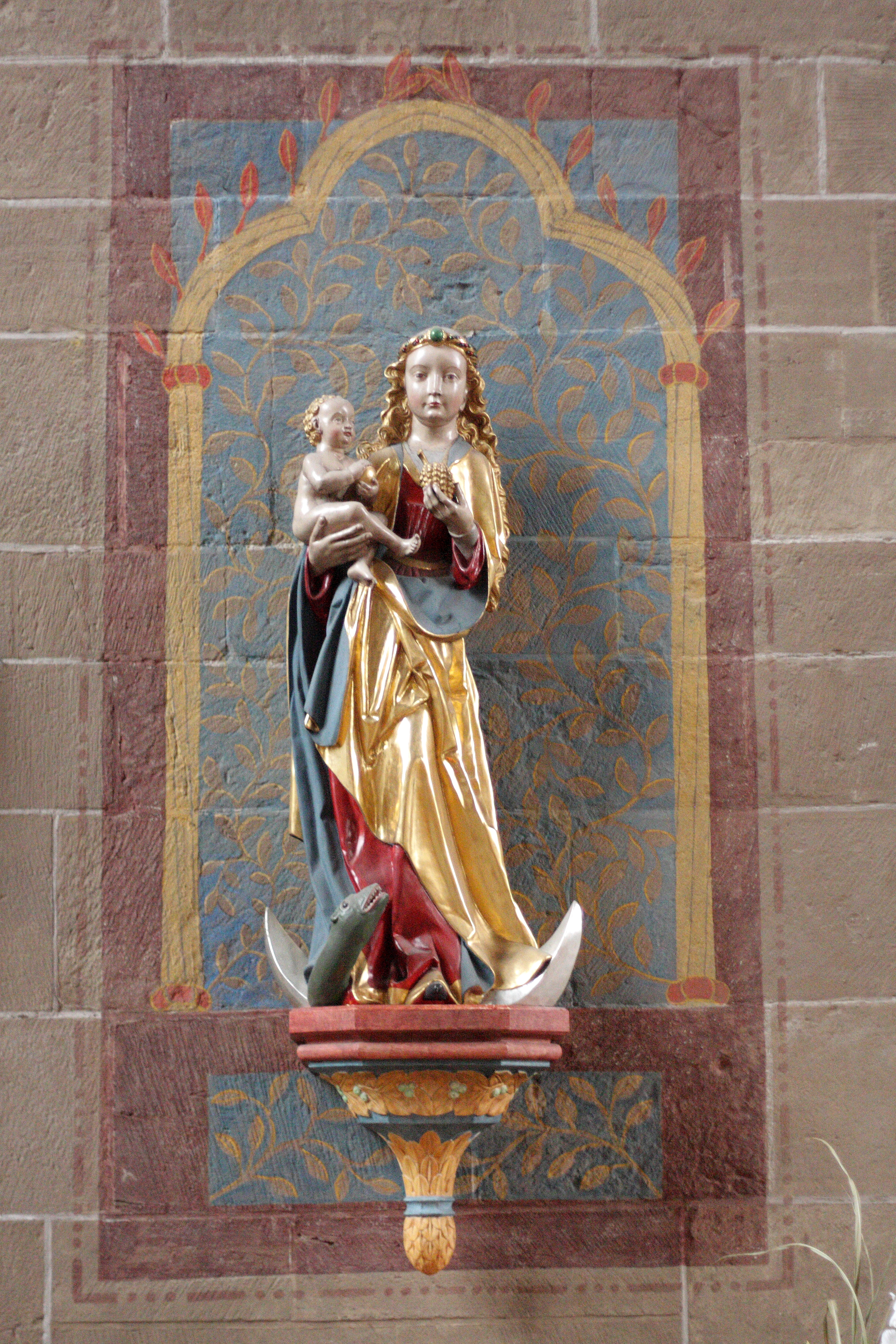
Madonna (1450)